# 1985년–1987년 청보 핀토스 시즌
1985년–1987년 청보 핀토스 시즌은 청보 핀토스가 KBO 리그에 참가한 시즌이다.

## 1985년
- 순위: 후기 4위, 통합 6위(최하위)
- 감독: 김진영
- 성적 부진과 재정난으로 허덕이던 삼미 슈퍼스타즈를 매각하여 후기리그부터 팀 이름을 청보 핀토스로 정하고 리그에 참가했다(역사는 그대로 승계). 이는 KBO 리그 개막 이후 역대 최초의 팀명 변경 사례다.
- 장명부는 KBO 리그 사상 처음으로 올스타전에서 타석을 소화한 투수가 되었다. 이후 올스타전에서의 투수의 타석 소화는 한동안 없다가 2018년이 되어서야 다시 나왔다.
- 팀이 청보 핀토스라는 이름으로 KBO 리그에 참가한 첫 경기는 6월 29일 삼성 라이온즈와의 경기였다. 이날 선발 등판한 정성만이 청보 핀토스라는 팀명으로 등판한 첫 투수이자 첫 패전투수가 되었고, 1번 타자 김우근이 처음으로 타석을 소화한 선수가 되었다.
- 정성만은 7월 2일 MBC 청룡과의 경기에서 청보 핀토스의 첫 승리투수가 되었다.
- 정은배는 7월 8일 롯데 자이언츠와의 경기에서 청보 핀토스라는 팀명으로 첫 세이브를 기록한 선수가 되었다.
- 장명부는 홈경기 14패 109실점 92자책점 165피안타로 KBO 리그 역대 단일 시즌 홈경기 최다 기록을 세웠다.
- 장명부는 원정 경기 8피3루타로 KBO 리그 역대 단일 시즌 원정 경기 최다 기록을 세웠다.
- 장명부는 후반기 68실점으로 KBO 리그 단일 시즌 후반기 최다 기록을 세웠다.
- 장명부는 역대 단일 시즌 최다 패(25), 최다 선발패(23), 최다 실점(175), 최다 자책(145), 구단 사상 단일 시즌 최저 선발WAR(-1.17)을 기록했다. 또한 1983년부터 이때까지 3년 연속으로 KBO 리그 내 최고 연봉자이기도 했다.
- 장명부는 246이닝 11완투 11승을 기록했음에도 WAR -2.13에 그쳐 KBO 리그 역대 단일 시즌 음수 WAR을 기록한 선수 중 최다 이닝, 최다 승 투수가 되었다.
- 장명부는 KBO 리그 사상 최초로 통산 마무리 등판 100회를 달성했고, 9월 1일 MBC 청룡과의 경기에 선발 등판하여 KBO 리그 사상 최초로 통산 선발 등판 100회를 달성했다.
- 장명부는 1983년에는 리그 WAR 1위였으나, 이 시즌에는 리그 WAR 최하위였다. 또한 당시 규정 이닝 충족 투수 중 유일하게 음수 WAR을 기록했다.
- 9월 21일에 열린 롯데 자이언츠와의 경기가 1시간 33분 만에 끝나, KBO 리그 사상 최단 시간 경기로 남아있다.
- 김우근은 9월 27일 KBO 리그 사상 최초로 단일 시즌 400타수를 달성했다.
- 이 시즌 팀은 역대 단일 시즌 최소 득점, 최소 안타, 최소 2루타를 기록했다.
- 최재은은 wRC+ -330.8에 그쳐 규정 타석 미반영 기준 KBO 리그 역대 단일 시즌 최저 wRC+를 기록했다.
- 장명부는 KBO 리그 역대 선발 투수 단일 시즌 최저 WAR을 기록했다.
- 정구선은 이 시즌에 KBO 골든글러브를 수상하여, 청보 핀토스 소속으로 KBO 골든글러브를 수상한 유일한 선수가 되었다.
- 내야수 허운은 이 시즌을 끝으로 은퇴했으며, 2년 후 KBO 심판위원이 되어 KBO 리그 사상 최초의 프로 내야수 출신 심판이 되었다.
- 인호봉은 이 시즌을 끝으로 은퇴하여 구단 사상 통산 최저 WAR(-2.71) 기록을 세웠다.
- 포수 신성철은 1986 신인드래프트에서 KBO 신인드래프트 사상 최초로 2차 지명으로 입단한 포수가 되었다.
- 1986 신인드래프트 당시 KBO 리그 사상 최초로 2차 지명에서 투수, 포수, 내야수, 외야수까지 모든 포지션의 선수들을 지명했다. 그러나 외야수들의 입단이 모두 불발되어 전포지션 선수 입단은 무산되었다.

### 타이틀
- KBO 골든글러브: 정구선 (2루수)
- 올스타 선정: 정구선 (2루수)
- 올스타전 추천선수: 장명부, 김진우, 권두조
- 수비 WAA: 권두조 (0.30)
- 출장(타자): 권두조, 정구선 (110)
- 타석: 정구선 (468)
- 실질타석: 정구선 (464)
- 볼넷: 정구선 (69)
- 상대한 타자 수: 장명부 (1117)

### 선수단
- 선발투수: 최계훈, 정은배, 정성만, 장명부
- 구원투수: 오문현
- 마무리투수: 김재현, 인호봉, 감사용, 신태중, 박정후
- 포수: 김진우, 김호근, 박명운
- 1루수: 김바위, 김정수, 조흥운
- 2루수: 정구선, 장정기
- 유격수: 권두조
- 3루수: 이선웅, 이영구, 김무관
- 좌익수: 김경남, 김유동, 양승관
- 중견수: 김우근, 우경하, 김명성
- 우익수: 정구왕, 양후승
- 지명타자: 금광옥, 최재은, 정문섭, 이병억

## 1986년
- 순위: 전기 6위, 후기 7위(최하위), 통합 6위
- 감독: 허구연(역대 최연소 감독)(중도 해임)
- 감독 대행: 강태정
- 김기태는 KBO 리그 사상 처음으로 마무리투수로 뛴 용병 선수다.
- 고광수는 만 23세로 KBO 리그 사상 최연소 1군 출전 용병 야수가 되었다.
- 김신부는 만 23세로 KBO 리그 사상 규정 이닝을 채운 최연소 용병 투수가 되었다.
- 7월 27일 해태 타이거즈와의 경기에서 팀은 15이닝 동안 득점하지 못한 끝에 경기가 무승부로 끝나 KBO 리그 사상 최다이닝 연속 무득점 무승부 경기로 남았다. 이날 선발등판한 김신부는 15이닝 무실점으로 완투하여 구단 사상 선발투수 GSC 최고 기록(107)을 세웠다
- 이 시즌 청보 핀토스는 삼성 라이온즈를 상대로 1승 17패를 기록해 KBO 리그 역대 단일 시즌 특정 팀 상대 최다패 기록을 세웠다.
- 이 시즌 청보 핀토스의 팀 타율은 0.219에 그쳐 KBO 리그 사상 최저 기록을 세웠으나, 팀 수비 WAR은 9.72로 KBO 리그 역대 최고 기록을 세웠다. 수비 범위 관련 득점 기여도도 75.41로 역대 1위였다.
- 권두조는 타율 0.162, 출루율 0.237, 장타율 0.188, OPS 0.425, wRC+ 17.3, 순장타율 0.026, WAR -2.47로 KBO 리그 역대 단일 시즌 최저 타율, 출루율, 장타율, OPS, wRC+, 순장타율, WAR을 기록했다. 또한 인플레이 타구 타율 0.182로 규정 타석을 채운 타자들 중 구단 사상 단일 시즌 최저 기록을 세웠다.
- 권두조는 당시 규정 타석을 채운 야수 중 유일하게 WAR 음수를 기록했다.
- 김신부는 사구 21개로 구단 사상 단일 시즌 최다 사구 허용 기록을 세웠다.
- 정구선은 WAR 4.56으로 청보 핀토스 사상 단일 시즌 WAR 1위였다.
- 권두조는 WAR -1.32로 청보 핀토스 사상 단일 시즌 최저 WAR을 기록했다.
- 고광수는 KBO 리그 용병 타자 중 처음으로 OPS 0을 기록했다.
- 정구선은 이 시즌을 끝으로 롯데 자이언츠로 이적하여 청보 핀토스 사상 통산 최고 WAR(7.06) 기록을 세웠다.

### 타이틀
- 올스타전 추천선수: 최계훈, 김진우, 정구선, 우경하
- 수비 WAA: 정구선 (1.23)
- 출장(타자): 정구선, 권두조 (108)
- 희생타: 권두조 (25)
- 선발 GSC: 김신부 (7월 27일 해태전, 107)

### 선수단
- 선발투수: 김신부, 김봉근, 최계훈, 정성만
- 구원투수: 이우상, 신태중, 김상기, 정선두
- 마무리투수: 김기태, 천성호, 조병천, 김재현, 강철원, 정은배
- 포수: 김동기, 금광옥, 신성철
- 1루수: 조흥운, 이철성, 권두조
- 2루수: 김바위, 양후승, 김정수
- 유격수: 김경갑, 김경남
- 3루수: 우경하, 이병억, 고광수, 오덕환, 이선웅
- 좌익수: 이광근, 양승관
- 중견수: 김영균, 정구왕, 김명성
- 우익수: 정구선
- 지명타자: 김진우, 최광묵

## 1987년
- 순위: 전기 7위(최하위), 후기 공동5위(최하위), 통합 7위(최하위)
- 감독: 강태정
- 재정난으로 인해 시즌 종료 후 태평양화학에 구단 매각(역사는 그대로 승계)
- 팀은 4월 23일부터 5월 30일까지 홈 14연패에 빠져 KBO 리그 사상 홈 최다 연패 기록을 세웠다.
- 배경환은 9월 7일 삼성 라이온즈와의 더블헤더 2차전에서 청보 핀토스의 마지막 세이브를 기록했다.
- 양상문은 10월 2일 롯데 자이언츠와의 경기에서 청보 핀토스의 마지막 패전투수가 되었다.
- 청보 핀토스가 치른 마지막 경기는 10월 4일 빙그레 이글스와의 경기다. 이날 임호균이 완투하며 청보 핀토스의 마지막 승리투수가 되었고, 5번 타자 김동기가 마지막으로 타석을 소화한 선수가 되었다.
- 김봉근은 당시 규정 이닝 충족 투수 중 유일하게 음수 WAR을 기록했다.
- 고광수는 이 시즌을 끝으로 은퇴하여 KBO 리그 사상 처음으로 통산 0실책을 기록한 용병 선수가 되었다.
- 김근석은 삼성 라이온즈에서 이적 후 첫 시즌인 이 시즌에 WAR -1.30에 그쳐 청보 핀토스 사상 통산 최저 WAR 기록을 세웠다.
- 신태중은 이 시즌을 끝으로 은퇴해 1980년대 누적 WAR -2.84로 KBO 리그 최저 기록을 세웠다.
- 김상기는 이 시즌을 끝으로 은퇴하여 KBO 리그 사상 월요일 경기 통산 이닝 당 출루허용률 0.00, 피출루율 0.000, 피OPS 0.000을 기록한 최초의 선수가 되었다.

### 타이틀
- 올스타전 추천선수: 양상문, 김진우, 김근석
- 컴투스프로야구 나때는 말이야 라인업: 양상문 (선발투수)
- 수비 WAR: 이해창 (1.92)
- 도루: 이해창 (54)

### 선수단
- 선발투수: 양상문, 임호균, 김신부, 김봉근
- 구원투수: 이상훈, 이동수
- 마무리투수: 배경환, 조병천, 김상기, 정선두, 최창호, 정은배, 이진우
- 포수: 김동기, 김진우, 금광옥
- 1루수: 권두조, 김근석
- 2루수: 김바위, 김진근, 김경남
- 유격수: 이해창, 오덕환
- 3루수: 이선웅, 고광수, 김경갑
- 좌익수: 김윤환
- 중견수: 이광근, 김영균, 양승관
- 우익수: 정현발, 양후승, 김한조, 이연수
- 지명타자: 정진호

## 시즌별 선수
| 이름   | 국적     | 포지션 | 년도      |
| ------ | -------- | ------ | --------- |
| 감사용 | 대한민국 | 투수   | 1985      |
| 강철원 | 대한민국 | 투수   | 1986      |
| 김기태 | 일본     | 투수   | 1986      |
| 김봉근 | 대한민국 | 투수   | 1986-1987 |
| 김상기 | 대한민국 | 투수   | 1985-1987 |
| 김신부 | 일본     | 투수   | 1986-1987 |
| 김재현 | 대한민국 | 투수   | 1985-1987 |
| 박정후 | 대한민국 | 투수   | 1985      |
| 배경환 | 대한민국 | 투수   | 1987      |
| 신태중 | 대한민국 | 투수   | 1985-1987 |
| 양상문 | 대한민국 | 투수   | 1987      |
| 오문현 | 대한민국 | 투수   | 1985      |
| 이동수 | 대한민국 | 투수   | 1986-1987 |
| 이상훈 | 대한민국 | 투수   | 1987      |
| 이우상 | 대한민국 | 투수   | 1986-1987 |
| 이진우 | 대한민국 | 투수   | 1987      |
| 인호봉 | 대한민국 | 투수   | 1985      |
| 임호균 | 대한민국 | 투수   | 1987      |
| 장명부 | 대한민국 | 투수   | 1985      |
| 정선두 | 대한민국 | 투수   | 1986-1987 |
| 정성만 | 대한민국 | 투수   | 1985-1986 |
| 정은배 | 대한민국 | 투수   | 1985-1987 |
| 조병천 | 대한민국 | 투수   | 1986-1987 |
| 천성호 | 대한민국 | 투수   | 1986      |
| 최계훈 | 대한민국 | 투수   | 1985-1987 |
| 최창호 | 대한민국 | 투수   | 1987      |
| 홍성산 | 대한민국 | 투수   | 1986      |

| 이름   | 국적     | 포지션 | 년도      |
| ------ | -------- | ------ | --------- |
| 금광옥 | 대한민국 | 포수   | 1985-1987 |
| 김동기 | 대한민국 | 포수   | 1986-1987 |
| 김진우 | 대한민국 | 포수   | 1985-1987 |
| 김호근 | 대한민국 | 포수   | 1985      |
| 박명운 | 대한민국 | 포수   | 1985      |
| 신성철 | 대한민국 | 포수   | 1986      |

| 이름   | 국적     | 포지션 | 년도      |
| ------ | -------- | ------ | --------- |
| 고광수 | 일본     | 내야수 | 1986-1987 |
| 권두조 | 대한민국 | 내야수 | 1985-1987 |
| 김경갑 | 대한민국 | 내야수 | 1986-1987 |
| 김경남 | 대한민국 | 내야수 | 1985-1987 |
| 김근석 | 대한민국 | 내야수 | 1987      |
| 김바위 | 대한민국 | 내야수 | 1985-1987 |
| 김정수 | 대한민국 | 내야수 | 1985-1986 |
| 양후승 | 대한민국 | 내야수 | 1985-1987 |
| 오덕환 | 대한민국 | 내야수 | 1986-1987 |
| 우경하 | 대한민국 | 내야수 | 1985-1986 |
| 이병억 | 대한민국 | 내야수 | 1985-1986 |
| 이선웅 | 대한민국 | 내야수 | 1985-1987 |
| 이영구 | 일본     | 내야수 | 1985      |
| 이철성 | 대한민국 | 내야수 | 1986      |
| 이해창 | 대한민국 | 내야수 | 1987      |
| 장정기 | 대한민국 | 내야수 | 1985      |
| 정구선 | 대한민국 | 내야수 | 1985-1986 |
| 정진호 | 대한민국 | 내야수 | 1987      |
| 조흥운 | 대한민국 | 내야수 | 1985-1986 |
| 허운   | 대한민국 | 내야수 | 1985      |

| 이름   | 국적     | 포지션 | 년도      |
| ------ | -------- | ------ | --------- |
| 김명성 | 대한민국 | 외야수 | 1985-1986 |
| 김무관 | 대한민국 | 외야수 | 1985      |
| 김영균 | 대한민국 | 외야수 | 1986-1987 |
| 김우근 | 대한민국 | 외야수 | 1985      |
| 김유동 | 대한민국 | 외야수 | 1985      |
| 김윤환 | 대한민국 | 외야수 | 1987      |
| 김진근 | 대한민국 | 외야수 | 1987      |
| 김한조 | 대한민국 | 외야수 | 1987      |
| 양승관 | 대한민국 | 외야수 | 1985-1987 |
| 이광근 | 대한민국 | 외야수 | 1986-1987 |
| 이연수 | 대한민국 | 외야수 | 1986-1987 |
| 정구왕 | 대한민국 | 외야수 | 1985-1986 |
| 정문섭 | 대한민국 | 외야수 | 1985      |
| 정현발 | 대한민국 | 외야수 | 1987      |
| 최광묵 | 대한민국 | 외야수 | 1986      |
| 최재은 | 대한민국 | 외야수 | 1985-1986 |